# Nagy Márta (keramikus)
Nagy Márta (Budapest, 1954. december 11. –) keramikus, porcelántervező iparművész, főiskolai oktató.

## Élete
1979-ben szerzett diplomát az Iparművészeti Főiskolán. Schrammel Imre tanítványa volt. 1995 és 1998 között részt vett a Janus Pannonius Tudományegyetem Művészeti Karának kerámiaszobrász DLA képzésén.
1979 és 1984 között a Hollóházi Porcelángyár, 1984 és 1988 között a Gránit Csiszolókorong- és Kőedénygyár porcelántervezője volt. 1992-ben és 1993-ban Rómában ösztöndíjas. 1996 óta a Herendi Porcelánmanufaktúra Rt. tervezőjeként tevékenykedik. 1999-ben Philadelphiában ösztöndíjas.
1989 óta az Iparművészeti főiskolán oktat.

## Egyéni kiállításai
- Lajos utca, Galéria (1990)
- Dublin, Szentendre, Toronto (1991)
- Pécs (1993, 1994, 1995, 1998, 1999)
- Dorottya Galéria (1992)
- Vigadó Galéria (1994)
- Helsinki (1996)
- Delft (1997, 1999)
- Mester Galéria (1998)

## Díjai
- Bajor Állami Díj (1990)
- a pécsi kerámiabiennálé első díja (1992)
- Ferenczy Noémi-díj (1999)